# Mistrzostwa Świata Juniorek w Hokeju na Lodzie 2018
11. Mistrzostwa Świata Juniorek w Hokeju na Lodzie – turniej hokejowy, który odbył się pomiędzy 6 a 13 stycznia 2018 w rosyjskim Dmitrowie. Mecze rozgrywane były w dwóch halach: A Arena oraz B Arena. Były to pierwsze w historii zawody o mistrzostwo świata rozegrane w Rosji.
Obrońcą tytułu mistrzowskiego była reprezentacja USA, która w 2017 roku w Zlinie pokonała reprezentację Kanady 3:1.

## Elita
| Lp.    | Drużyna           |
| ------ | ----------------- |
| złoto  | Stany Zjednoczone |
| srebro | Szwecja           |
| brąż   | Kanada            |
| 4      | Rosja             |
| 5      | Finlandia         |
| 6      | Czechy            |
| 7      | Szwajcaria        |
| 8      | Niemcy            |

W tej części mistrzostw uczestniczyło najlepsze 8 drużyn na świecie. System rozgrywania meczów jest inny niż w niższych dywizjach.
Pierwsza runda grupowa odbywała się w dwóch grupach po cztery drużyny. Dwa najlepsze zespoły z silniejszej grupy A bezpośrednio awansowały do półfinału. Zespoły z miejsc trzeciego i czwartego grupy A oraz pierwsza i druga drużyna ze słabszej grupy B awansowały do ćwierćfinałów, których zwycięzcy przeszli do półfinałów. Drużyny, które w grupie B zajęły trzecie i czwarte miejsce rozegrały między sobą mecze o utrzymanie. Drużyna, która dwukrotnie zwyciężyła pozostaje w elicie, natomiast przegrany spadł do I dywizji.

## Pierwsza dywizja
Grupa A
| Lp. | Drużyna  |
| --- | -------- |
| 1   | Japonia  |
| 2   | Słowacja |
| 3   | Włochy   |
| 4   | Austria  |
| 5   | Węgry    |
| 6   | Norwegia |

Grupa B
| Lp. | Drużyna         |
| --- | --------------- |
| 1   | Dania           |
| 2   | Francja         |
| 3   | Polska          |
| 4   | Chiny           |
| 5   | Wielka Brytania |
| 6   | Australia       |

| Lp. | Drużyna    |
| --- | ---------- |
| 1   | Holandia   |
| 2   | Meksyk     |
| 3   | Hiszpania  |
| 4   | Kazachstan |
| 5   | Turcja     |

Pierwsza drużyna awansowała do Elity, a ostatni zespół został zdegradowany do Dywizji I Grupy B. Jej zwycięzca awansował do Dywizji I Grupy A, zaś ostatnia drużyny spadła do kwalifikacji Dywizji I.
Turnieje II Dywizji były rozegrane:

Grupa A – Asiago (Włochy)

Grupa B – Katowice (Polska)

Kwalifikacje – Meksyk (Meksyk)